# Blue's Clues & jij
Blue's Clues & jij (originele titel Blue's Clues & You!) is een Amerikaans-Canadese animatieserie geproduceerd door 9 Story Media Group, Brown Bag Films en Nickelodeon Animation Studios. De serie is gedistribueerd door Nickelodeon, en gemaakt door Traci Paige Johnson, Todd Kessler en Angela Santomero.

## Verhaal
Net als de originele 1996-serie, heeft deze serie een live-action host in een geanimeerde wereld. De serie heeft nieuwe productieontwerpen en de personages (afgezien van de host) zijn digitaal geanimeerd, hoewel de visuele stijl vergelijkbaar blijft met de stijl die in de oorspronkelijke serie werd gebruikt.
Net als de originele show, Blue's Clues & jij hing af van ingebouwde stiltes ontworpen om publieksparticipatie te stimuleren en wat de New York Times noemde "direct adres uitnodigen van kleuters om mee te spelen met games en mini-mysteries op te lossen". De producenten van de show erkenden dat de terugkeer het gevolg was van nostalgie in de jaren 1990, en dat hoewel jonge kinderen meer toegang hadden tot technologie en visueler waren dan kleuters in de jaren 1990, ze nog steeds dezelfde ontwikkelings- en emotionele behoeften hadden om te "vertragen".